# Prunus haussknechtii
Prunus haussknechtii är en rosväxtart som beskrevs av Schneid.. Prunus haussknechtii ingår i släktet prunusar, och familjen rosväxter. Inga underarter finns listade i Catalogue of Life.